# Charlie Korsmo

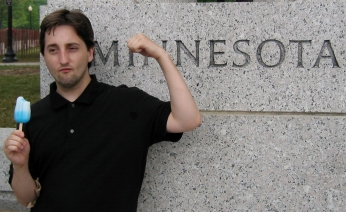
Charlie Korsmo (2007)

Charles Randolph "Charlie" Korsmo (* 20. Juli 1978 in Fargo, North Dakota) ist ein US-amerikanischer Physiker, Anwalt und politischer Aktivist, der in den 1990er Jahren als Kinderdarsteller bekannt wurde.

## Leben
Korsmo wuchs in Minneapolis, Minnesota, auf. Aus Langeweile in der Schule nahm er als Kind mehrere Filmrollen an. Zu seinen bekanntesten Filmen zählen Dick Tracy, Was ist mit Bob? und Hook. Im Jahr 1998, zwei Jahre vor seinem Hochschulabschluss, trat er ein letztes Mal in einer Nebenrolle in Ich kann’s kaum erwarten! auf.
Nach seinem Studium der Physik am M.I.T. wurde er 2000 Mitglied des Raketenabwehr-Teams der US-Regierung, bevor er ab 2002 bei der Environmental Protection Agency (EPA) in Washington, D.C. arbeitete.
2006 graduierte er an der Yale Law School zum Juris Doctor. Gemeinsam mit zwei anderen Studenten erhielt er den William K.S. Wang Prize für besondere Leistungen im Einführungskurs für Unternehmensrecht.
Nachdem Charlie einige Jahre als Anwalt in New York City gearbeitet hatte, wurde er als Rechtsprofessor an der Case Western Reserve University eingestellt.
Privat lebt Korsmo mit der amerikanischen Filmschauspielerin Sara Marsh in einer Beziehung.

## Filmografie

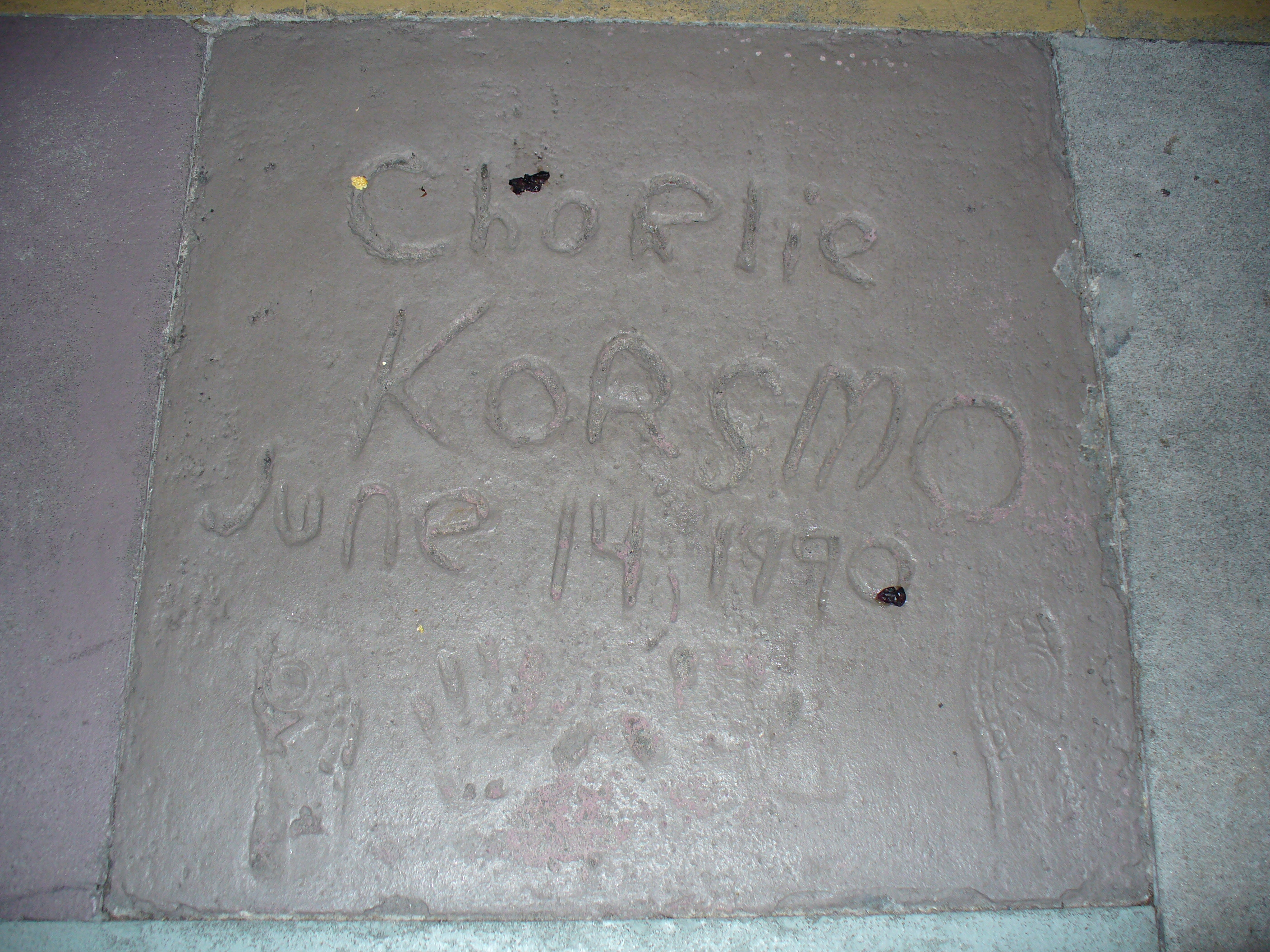
Handabdrücke von Korsmo

- 1990: Dick Tracy: Behind the Badge, Behind the Scenes (Dokumentarfilm)
- 1990: Verrückte Zeiten (Men Don’t Leave)
- 1990: Dick Tracy
- 1990: Heat Wave (Fernsehfilm)
- 1991: Was ist mit Bob? (What About Bob?)
- 1991: Der Doktor – Ein gewöhnlicher Patient (The Doctor)
- 1991: Hook
- 1998: Ich kann’s kaum erwarten! (Can’t Hardly Wait)
- 2024: A Different Man